# قطار منتصف الليل (كتاب)
منتصف منتصف الليل هو كتاب تم كتابته في عام 1977 بواسطة بيلي هايز ووليام هوفر عن تجربة بيلي باعتباره الشاب الأمريكي الذي أرسل إلى سجن تركي لمحاولته تهريب الحشيش من تركيا إلى الولايات المتحدة بعد سنة من ذلك أي في عام 1978 تم تحويل كتاب بيلي إلى فيلم أمريكي يحمل نفس الاسم من إخراج آلان باركر.

## الطبعات
- دوتون عام1977. ISBN 0-525-15605-4 (الطبعة الأولى)